# José Luis Ábalos
José Luis Ábalos Meco (Torrent, 9 dicembre 1959) è un politico spagnolo. Dal 7 giugno 2018 al 12 luglio 2021 è stato Ministro dei Trasporti, della Mobilità e Urban Agenda nei governi Sánchez I e II.

## Biografia
Ábalos è nato a Torrent nel 1959. È figlio del torero Heliodoro Ábalos "Carbonerito" e nipote di un ufficiale della Guardia civile, Julián Meco, morto in servizio attivo a causa di una polmonite durante la Rivoluzione del 1934.
Si è unito all'Unione delle Gioventù Comuniste di Spagna all'età di 17 anni e nel 1978 è entrato ufficialmente nel Partito Comunista di Spagna (PCE). Dopo aver lasciato il PCE, Ábalos si è unito al PSOE nel 1981.
Ábalos ha lavorato come insegnante di scuola elementare. All'interno del PSOE, è stato segretario generale per la città di Valencia (con sede nel distretto di Orriols) dal 1988 al 1995. È stato anche candidato Segretario Generale del PSOE nella Comunità Valenciana nel 2001 e nel 2008, ma non ha avuto successo in entrambe le occasioni.
È stato membro del Consiglio comunale di Valencia dal 1999 al 2009 e ha fatto parte della Deputazione provinciale di Valencia per il periodo 2003-2007.
Nel giugno 2018, il primo ministro spagnolo Pedro Sánchez ha nominato Ábalos Ministro dello Sviluppo.
Il Primo Ministro ha indetto elezioni anticipate due volte nel 2019. In entrambe le elezioni, Ábalos è stato eletto deputato alla circoscrizione di Valencia.
Dopo le elezioni di novembre, il PSOE ha raggiunto un accordo con Unidas Podemos per formare un governo di coalizione presieduto da Sánchez e Ábalos è stato confermato Ministro, ribattezzato dei Trasporti, Mobilità e Agenda urbana.
Nel gennaio 2020, Ábalos si è incontrato nell'area ospiti dell'Aeroporto di Madrid-Barajas con Delcy Rodríguez, vicepresidente del Venezuela, nonostante il divieto di ingresso imposto dall'Unione europea.